# Gimmicks
Gimmicks, svensk musikgrupp bildad 1968 av Leif Carlquist. 
Gruppen satsade på svenska tolkningar av sambahits där man lånade mest av den samtida gruppen Sergio Mendes and Brazil 66. Gruppens egen tolkning av "latin groove" gjorde att man snabbt nådde utanför landets gränser med sin stil och började tidigt satsa internationellt med engelskspråkiga skivor.
Förutom ett progressivt jazzpopexperiment runt 1969–1970 förblev man trogen sin "sambagroove" plus att man hade förmågan att ta in låtar från andra genrer och stöpa om dem i samma stil. Omsättningen av gruppmedlemmar var stor men man hade förmågan att alltid rekrytera musiker av hög klass och var ständigt efterfrågade som underhållningsband runt om i världen.
När Leif Carlquist slutade turnera för att koncentrera sig på produktionsarbetet så började även en fokusering mot den svenska marknaden med en mer schlagerbetonad popstil. Gruppen hade flest jobb i utlandet och ansågs för professionella för att fungera som ett dansband i det då rådande dansbandsklimatet i Sverige. Sommaren 1974 bestod gruppen av sju gruppmedlemmar: Anita Strandell och Diana Nuñez var sångerskor och de övriga bandmedlemmarna som både spelade och sjöng var: Kåre Ström, Mats Westman, Nippe Sylvén, Stefan Möller, och Valdemar Hajer.
Denna sättning var med i Melodifestivalen 1975 och kom på en 2:a plats med "Sången lär ha vingar".
( En av sångerskorna, Diana Nuñez, var senare med i festivalkören några gånger och tävlade som soloartist 1991 med "Kärlekens dans".) Ingen av gruppens LP- och singleskivor blev någon storsäljare när det begav sig men de tidigaste produktionerna är numera efterfrågade av skivsamlare världen över. 
Under 1976 spelade bl.a. gruppen på det svenska kungabröllopet och agerade underhållningsband för svenska FN soldater i Syrien. Gruppen avsomnade strax därefter.
År 2005 återuppstod gruppen med nya medlemmar under Leif Carlquists ledning.

## Diskografi (LP,CD,MC)
- 1969 – Håll igång med Gimmicks
- 1969 – Brazilian Samba
- 1970 – Mixed up Lydia's picking up painted ping pong balls
- 1971 – Gimmicks in Acapulco
- 1972 – Gimmicks of Sweden
- 1973 – För din skull
- 1973 – Gimmicks (Återutgivning av "Håll igång med Gimmicks")
- 1974 – Music is what we like to play
- 1975 – Att tycka om
- 1976 – 16 bästa
- 1976 – Simsalabim
- 1998 – The Best Of Gimmicks From Acapulco To Tokyo
- 2005 – Move to the Bossa Groove

## Diskografi (Singlar urval)
- 1969 – Håll i gång / Du har ingen aning
- 1969 – Theresa / Ching Ching Hej Hej
- 1969 – Roda / Bim Bom Bay (Holländsk utgåva)
- 1970 – Make feel good / Bermuda Inn
- 1971 – Att få resa / Serenad till sommaren
- 1971 – New York / Pais Tropical
- 1972 – I Should Have Known Better / Where Is The Love (Spansk utgåva)
- 1972 – Det blir inte nej / Det var en lögn
- 1972 – För din skull / Kyss mig
- 1973 – Bara du / Alltför sent
- 1973 – Ta varann i hand och börja om / När livet börjar le
- 1973 – Only you / The wisdom of a fool
- 1973 – It's too late / Calico baby
- 1973 – Who's shaking your jelly roll / Alta Mira
- 1973 – Alta Mira / Slippin' into darkness (tysk utgåva)
- 1974 – Slippin' into darkness
- 1974 – Kapten Bölja / Trallsång
- 1975 – Sången lär ha vingar / Kom loss Susanna
- 1975 – High on wings of song / Wake up
- 1975 – En sommarsaga / Visst är du kär
- 1976 – Visst är det skönt / Du måste bli vän med dig själv
- 1976 – Caesar caesar / Ge mej mer
- 1976 – Boogie Woogie Charlie